# Anticheta atriseta
Anticheta atriseta är en tvåvingeart som först beskrevs av Friedrich Hermann Loew 1849.  Anticheta atriseta ingår i släktet Anticheta och familjen kärrflugor. Arten är reproducerande i Sverige. Inga underarter finns listade i Catalogue of Life.